# Mopsechiniscus imberbis
Mopsechiniscus imberbis är en djurart som tillhör fylumet trögkrypare, och som först beskrevs av Ferdinand Richters 1908.  Mopsechiniscus imberbis ingår i släktet Mopsechiniscus och familjen Echiniscidae. Inga underarter finns listade i Catalogue of Life.